# Gaiman (departamento)
Gaiman é um departamento da Argentina, localizado na província do Chubut.